# شانشی کاجی-۲۰۰۰
شانشی کاجی-۲۰۰۰ (چینی: 空警-۲۰۰۰; پین‌یین: Kōngjǐng Liǎngqiān; به معنای «هشدار هوایی-۲۰۰۰»؛ که در ناتو با نام Mainring شناخته می‌شود) یک هواگرد نسل دوم آواکس ساخت چین است که توسط شرکت هواگرد شانشی توسعه یافته و نخستین سامانهٔ آواکس فعال در خدمت نیروی هوایی ارتش آزادی‌بخش خلق به‌شمار می‌رود. این هواگرد بر پایهٔ بدنهٔ اصلاح‌شدهٔ ایلیوشین ایل-۷۶ ساخته شده و از اوویونیک ساخت داخل و یک گنبد راداری ثابت بهره می‌برد که دارای سه رادار آرایه اسکن فعال الکترونیکی (AESA) است و هر کدام ۱۲۰ درجه از یک بخش کروی را پوشش می‌دهند.

## توسعه

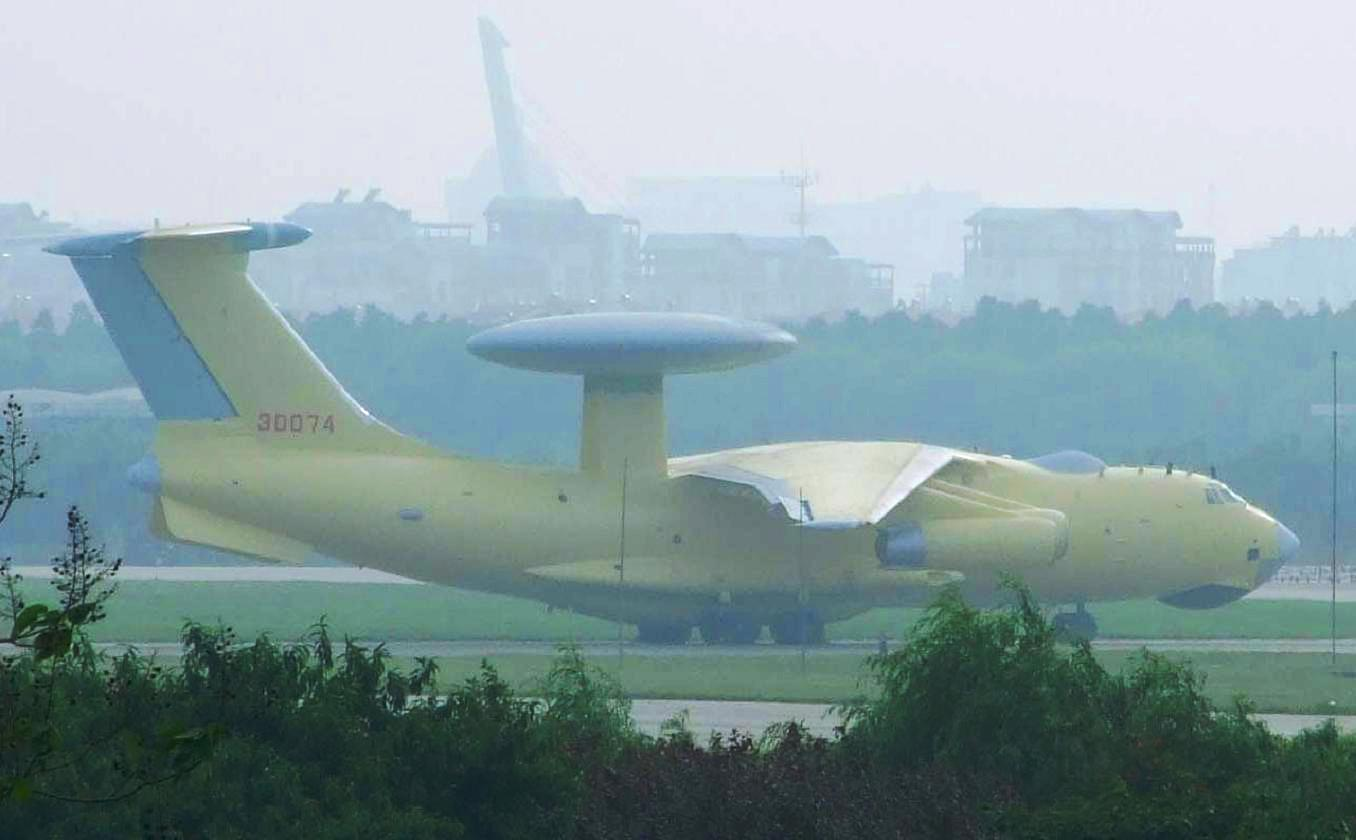
یک فروند کاجی-۲۰۰۰ در سال ۲۰۰۸

کاجی-۲۰۰۰ یک هواگرد آواکس نسل دوم است که در چین توسعه یافت؛ پس از آن‌که پروژهٔ ناموفق کاجی-۱ به‌دلیل اصلاحات اقتصادی چین در اواخر دههٔ ۱۹۷۰ و کاهش بودجه نظامی لغو شد. با آشکار شدن ضرورت نوسازی ارتش آزادی‌بخش خلق، به‌ویژه پس از نمایش برتری فناورانهٔ ناتو در جنگ خلیج فارس، نیروی هوایی ارتش آزادی‌بخش خلق نیاز روزافزونی به سامانه‌های عملیاتی آواکس را احساس کرد تا بتواند برتری هوایی را در برابر تهدیدهای احتمالی خارجی حفظ کند.
برنامهٔ توسعهٔ کاجی-۲۰۰۰ پس از لغو قرارداد آ-۵۰آی با روسیه و اسرائیل در ژوئیهٔ ۲۰۰۰ آغاز شد؛ قراردادی که تحت فشار شدید آمریکا به‌دلیل مخالفت با صادرات رادار اسرائیلی ئی‌ال/ام ۲۰۷۵ که قرار بود در پروژه به کار گرفته شود، لغو شد. در پی مسدود شدن مسیر واردات، چین تصمیم گرفت یک هواگرد آواکس داخلی تولید کند و نخستین نمونهٔ آن در سال ۲۰۰۳ نخستین پرواز خود را انجام داد.
تا کنون چهار فروند کاجی-۲۰۰۰ شناسایی شده‌اند، اما احتمال دارد تولید نمونه‌های جدید با تأخیر مواجه شود، چرا که وابسته به تأمین بدنه‌های ایل-۷۶ است. در حال حاضر، شرکت روسی صادرکنندهٔ تجهیزات دفاعی روس‌اوبورون‌اکسپورت، با وجود قراردادهای پیشین افزایش چشم‌گیری در قیمت تمامی هواگردهای ایل-۷۶ صادراتی به چین و هند اعمال کرده است. تا اوایل سال ۲۰۰۸، هر دو کشور در حال مذاکره با روسیه برای حل این موضوع بودند. در مارس ۲۰۱۱، مذاکرات چین و روسیه به توافقی تازه منجر شد که بر پایهٔ آن تولید ایل-۷۶ به شرکت‌های چینی واگذار شود. از این طریق انتظار می‌رود تولید بدنه‌ها بدون مانع در خاک چین ادامه یابد.
با این حال، به‌دلیل اتکای نامطمئن به تأمین‌کنندگان خارجی، چین یک طراحی پشتیبان موسوم به کاجی-۲۰۰ را توسعه داد که در آن، سامانه‌ای ساده‌شده روی بدنهٔ کوچکتر شانشی وای-۸ (گونهٔ داخلی آنتونوف ای‌ان-۱۲) نصب شده است. کاجی-۲۰۰ دارای پیکربندی مشابه با کاجی-۲۰۰۰ است و با سه سکان عمودی شناخته می‌شود، اما به‌جای گنبد دیسکی، از آرایهٔ اسکن جانبی موسوم به «پرتو تعادلی» مشابه با رادار اری‌آی شرکت ساب استفاده می‌کند. چین همچنین شانشی وای-۹ را توسعه داد که نمونه‌ای بزرگ‌تر از وای-۸ بود و بعدها به‌عنوان پایه‌ای برای توسعهٔ کاجی-۵۰۰، مورد استفاده قرار گرفت؛ همچنین شیان وای-۲۰، نیز برای تغییر کاربری به آواکس در دست توسعه قرار دارد.

## طراحی
هواگرد هشدار زودهنگام چین دارای سامانهٔ راداری آرایه فازی (PAR) است که در یک گنبد راداری بشقابی‌شکل قرار دارد. بر خلاف مدل آمریکایی ئی-۳ سنتری و مدل روسی برئیف آ-۵۰ ــ که هر دو هواگردهای آواکس هم‌اندازه با گنبد چرخان ۹-متر- (۳۰-فوت) (rotodome) هستند و اسکن ۳۶۰‑درجه انجام می‌دهند ــ گنبد راداری هواگرد هشدار زودهنگام چین ثابت است. در عوض، سه ماژول رادار آرایه فازی درون گنبد بشقابی‌شکل ۱۴-متر- (۴۶-فوت) در پیکربندی مثلث متساوی‌الاضلاع قرار گرفته‌اند و هر یک ۱۲۰ درجه از بخش کروی را پوشش می‌دهند تا مجموعاً پوشش ۳۶۰‑درجه‌ای فراهم شود.
این رادار دوپلر پالس سه‌بعدی چندمنظوره توسط مؤسسهٔ تحقیقات الکترونیک نانجینگ (NRIET)، که زیرمجموعه‌ای از شرکت فناوری الکترونیک چین (CETC) است، توسعه یافته است. این رادار برای شناسایی و ره‌گیری اهداف هوایی و سطحی طراحی شده است، در بازهٔ فرکانسی ۱۲۰۰ تا ۱۴۰۰ مگاهرتز فعالیت می‌کند و حداکثر برد شناسایی هوایی آن ۴۷۰ کیلومتر (۲۹۰ مایل) است.

### کاجی-۳۰۰۰
گزارش شده است که گونه‌ای جدید با رادار ثابت نسل ۳ در سال ۲۰۱۳ مشاهده شده است.

## تاریخچه عملیاتی
نخستین هنگ آواکس نیروی هوایی ارتش آزادی‌بخش خلق در اواخر سال ۲۰۰۴، به دلایل امنیتی، در فرودگاهی کوچک و دورافتاده در جنوب چین تأسیس شد. فرمانده‌ای که برای این هنگ برگزیده شد، ژانگ گوانگجیان (张广建) بود، خلبانی با بیش از ۶٬۰۰۰ ساعت پرواز با انواع هواگردها، از جمله ایل-۷۶. این پایگاه برای پذیرش کاجی-۲۰۰۰ بازسازی و تجهیز شد و نخستین فروند از این هواگرد در سال ۲۰۰۵ وارد پایگاه شد. ناوگانی ترکیبی از کاجی-۲۰۰۰ و کاجی-۲۰۰ در این پایگاه به کار گرفته شده‌اند.
در سال ۲۰۱۳، یک رزمایش ۲۴ ساعته با استفاده از سه فروند کاجی-۲۰۰۰ برگزار شد که مناطق شمال‌غرب چین، دریای چین شرقی و دریای چین جنوبی را پوشش می‌داد.
از آن‌جا که تأمین هواگردهای ایل-۷۶ از روسیه انجام می‌شود و شمار آن‌ها محدود است، چین در تلاش است تا پلتفرم فعلی کاجی-۲۰۰۰ را با وای-۲۰ جایگزین کند.

## کاربران
جمهوری خلق چین
- نیروی هوایی ارتش آزادی‌بخش خلق – تا سال ۲۰۰۸، ۵ فروند در خدمت برآورد شده‌اند.[۱]

## مشخصات
برخی از مشخصه‌های عملکردی محدود کاجی-۲۰۰۰ به‌شرح زیر منتشر شده‌اند:
داده‌ها از 
ویژگی‌های عمومی
- بیشترین وزن برخاست: ۱۷۵٬۰۰۰ کیلوگرم (۳۸۵٬۸۰۹ پوند)

عملکرد
- حداکثر سرعت: ۸۵۰ کیلومتر بر ساعت (۵۳۰ مایل بر ساعت، ۴۶۰ گره)
- بُرد: ۵٬۵۰۰ کیلومتر (۳٬۴۰۰ مایل، ۳٬۰۰۰ مایل دریایی)
- مداومت پروازی: ۷ ساعت و ۴۰ دقیقه

اویونیکس

- برد شناسایی اهداف هم‌اندازه جنگنده: ۴۷۰ کیلومتر (۲۹۰ مایل؛ ۲۵۰ مایل دریایی)
- برد شناسایی موشک‌های بالیستیک: ۱٬۲۰۰ کیلومتر (۷۵۰ مایل؛ ۶۵۰ مایل دریایی)
- بیشینه اهداف قابل ره‌گیری به‌صورت هم‌زمان: ۶۰ تا ۱۰۰ هدف